# Rzeżusznik piaskowy
Rzeżusznik piaskowy, gęsiówka piaskowa (Arabidopsis arenosa (L.) Lawalrée) – gatunek rośliny z rodziny kapustowatych. Występuje w Europie od Francji po Ukrainę i zachodnią Rosję oraz od Danii i krajów bałtyckich na północy, po Włochy i Bułgarię na południu. Poza tym jako introdukowany rośnie na pozostałym obszarze zachodniej, północnej i wschodniej Europy oraz na Syberii. W Polsce jest to gatunek pospolity.

## Morfologia

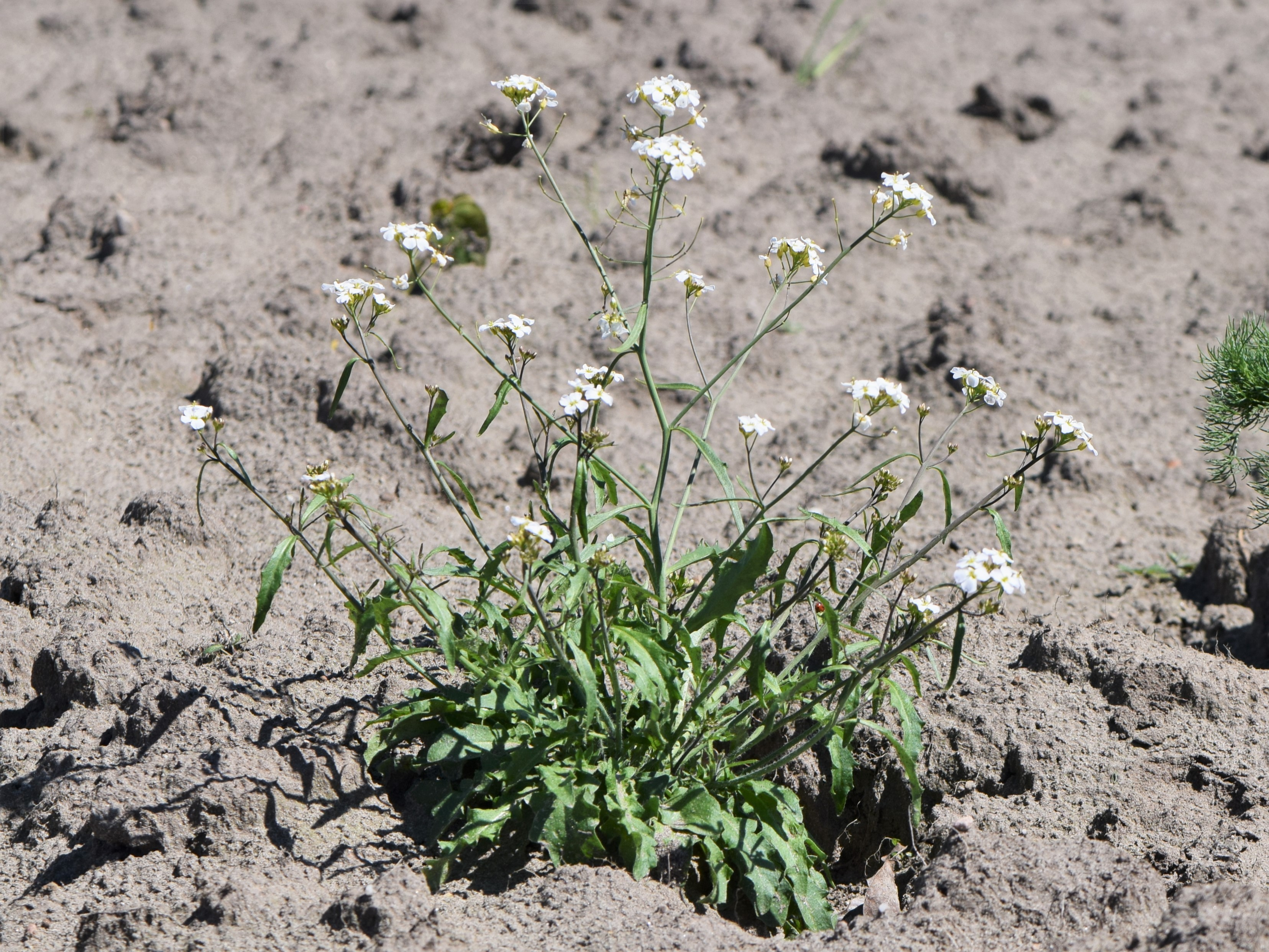
Pokrój

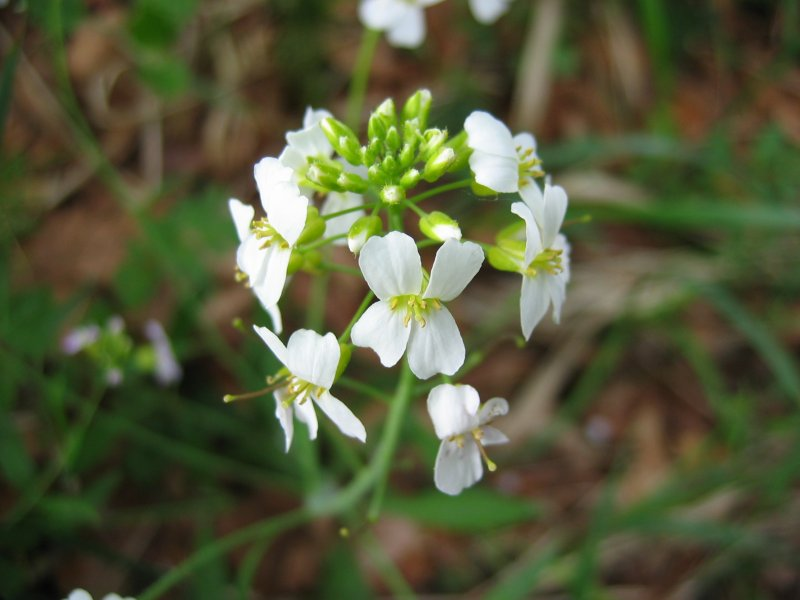
Kwiaty

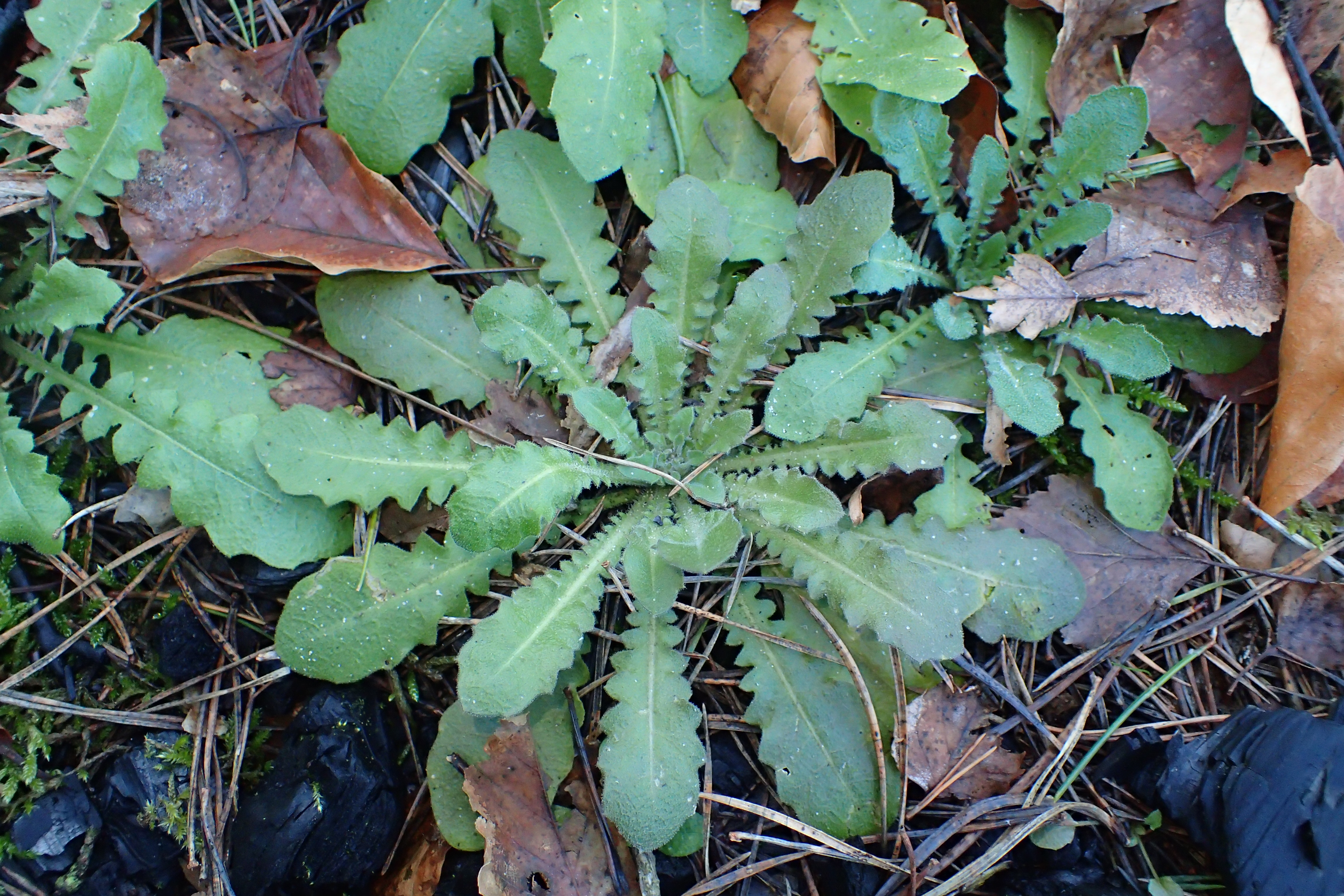
Rozeta liści odziomkowych

ŁodygaW odróżnieniu od rzeżusznika Hallera bez rozłogów. W dolnej części roślina jest odstająco owłosiona.
LiścieOdziomkowe ułożone są w rozetkę, pierzastowcięte lub gruboząbkowane z 4–12 grubymi ząbkami. Górne liście łodygowe są lancetowate, zatokowo-ząbkowane lub całobrzegie.
KwiatyPrzeważnie białe, rzadziej bladoliliowe lub czerwonawe, na szypułkach do 5 mm długich. Kwitnie od kwietnia do czerwca.
OwocOdstające pod prostym kątem lub nieco zwieszone łuszczyny o szerokości 0,6–1 mm.

## Biologia i ekologia
Roślina jednoroczna lub dwuletnia, hemikryptofit. Siedlisko: suche łąki, przydroża, miejsca piaszczyste. W uprawach rolnych jest chwastem. W Tatrach występuje aż po piętro alpejskie.

## Zmienność
W Polsce występuje w dwóch podgatunkach:
- rzeżusznik piaskowy Borbasa (Arabidopsis arenosa subsp. borbasii (Zapał.) O’Kane & Al-Shehbaz ≡ Cardaminopsis arenosa (L.) Hayek subsp. borbasii Zapał.). W klasyfikacji zbiorowisk roślinnych gatunek charakterystyczny dla O. Thlaspietalia rotundifolii[6].
- rzeżusznik piaskowy typowy (Arabidopsis arenosa subsp. arenosa ≡ Cardaminopsis arenosa (L.) Hayek subsp. arenosa).